# 西瓜鬼
西瓜鬼，是台灣傳說中的鬼怪，會變成西瓜以捉弄他人。

## 習性
西瓜鬼喜歡變成一顆西瓜出現在河邊，讓經過的人以為是其他人掉的而去拿，並在他們拿起來的時候從他們的手裡溜走。

## 傳說
據說過去有一個農夫晚上經過村子附近的一條小溪時，看到兩個西瓜鬼變成的西瓜，他以為是遊客遺落的而打算帶回去時，西瓜鬼從他的手裡飛出去，飛到旁邊的樹上變成人頭對他獰笑，嚇得農夫病了一個多月、連白天也不敢靠近當地。

## 类似
传说西瓜、南瓜和哈密瓜等瓜科植物放置长久时间没收割会变成吸血鬼，并会再半夜发出怪声和四处滚动造成困扰。吉普賽有吸血西瓜和吸血南瓜的传说,20世紀30年代被民俗學家塔托米爾·武卡諾維奇記錄在冊。